# Briz
Briz  (Brič in croato, già Brezzi) è un insediamento croato di 10 abitanti del comune di Buie, nell'Istria settentrionale.

## Posizione
Il paese, che si affaccia sulla valle del Dragogna, sorge su un costone del colle omonimo alto 402 m a circa 510 m dal confine sloveno-croato. L'insediamento sloveno con cui confina, appartenente al comune di Capodistria, è denominato ancora Briz (Brič) ed è attualmente disabitato.
L'abitato è formato un raggruppamento di vecchie case contadine abitate un tempo dalle famiglie Brez, dalle quali il piccolo insediamento prese il nome. In questa frazione furono ritrovate numerose targhe di epoca romana recanti le iscrizioni C. Titi Hermerotis e P. Ituri Sab(ini).

## Società

### Evoluzione demografica
| 1857 | 1869 | 1880 | 1890 | 1900 | 1910 | 1948 | 1953 | 1961 | 1971 | 1981 | 1991 | 2001 | 2011 |
| 142  | 150  | 134  | 126  | 129  | 113  | 117  | 78   | 62   | 33   | 23   | 18   | 16   | 10   |

Il censimento austriaco del 1910 registrava nel comune catastale di Briz 113 abitanti, tutti italiani.